# Federico Sigismondo di Prussia
Gioacchino Vittorio Guglielmo Leopoldo Federico Sigismondo di Prussia (Berlino, 17 dicembre 1891 – Lucerna, 6 luglio 1927) è stato un principe prussiano.

## Biografia
Federico Sigismondo era il figlio secondogenito, ma primo figlio maschio, del principe Federico Leopoldo di Prussia, e di sua moglie, la principessa Luisa Sofia di Schleswig-Holstein-Sonderburg-Augustenburg, sorella dell'imperatrice Augusta Vittoria.

## Carriera militare
Come alcuni altri membri degli Hohenzollern, come il principe Enrico di Prussia, Federico Sigismondo era molto interessato all'aviazione. Nel 1911, iniziò a costruire un aeroplano al Castello di Glenicke, con la speranza di provarlo la primavera successiva. Nel 1917, lui e il fratello Federico Carlo si unirono all'aviazione tedesca. Più tardi quell'anno, suo fratello morì per le ferite di guerra.

## Matrimonio
Sposò, il 27 aprile 1916 al Castello di Glienicke, la principessa Maria Luisa di Schaumburg-Lippe (10 febbraio 1897-1 ottobre 1938), figlia di Federico di Schaumburg-Lippe e della principessa Luisa di Danimarca. Ebbero due figli:
- Luisa Vittoria Margherita Antonietta Sieglinde Alessandrina Stefania Thyra (23 agosto 1917-23 marzo 2009), sposò Hans Reinhold, ebbero un figlio;
- Federico Carlo Vittorio Stefano Christian (13 marzo 1919-19 giugno 2006), sposò in prime nozze Lady Hermione Mary Morton Stuart[4], non ebbero figli, e in seconde nozze Adelheid von Bockum-Dolffs, non ebbero figli.

Lui e sua moglie erano grandi amanti dell'equitazione e dei cavalli, ed era considerato uno dei migliori cavallerizzi in Germania. La coppia trascorreva la maggior parte del tempo allevando e addestrando i cavalli nella tenuta in Meclemburgo, così come nella loro tenuta del castello di Glienicke, vicino a Potsdam. Lui e sua moglie erano molto amati dalla società, e Federico Sigismondo era popolare tra il popolo tedesco.

## Morte
Il 5 luglio 1927, all'età di 35 anni, a Lucerna Federico Sigismondo cadde da cavallo. Stava cavalcando in un torneo internazionale; mentre stava facendo un salto difficile, cadde e il suo piede si incastrò in una staffa. Prima di liberarsi, il cavallo lo colpì al petto più volte, rompendo cinque costole e provocandogli altre ferite. Fu portato di corsa in un vicino ospedale, dove morì il giorno seguente a causa delle ferite riportate.
Il suo corpo fu riportato a Potsdam, dove si svolse un funerale cerimoniale. Erano presenti importanti membri della dinastia degli Hohenzollern, tra cui l'ex principe ereditario Guglielmo e suo fratello, il principe Eitel Federico di Prussia. Fu sepolto al castello di Glienicke, accanto alla sorella Vittoria Margherita.

## Ascendenza
|                                                                |                                                             |                                                                         | Genitori                                       |  |  | Nonni |  |  | Bisnonni            |  |  | Trisnonni                             |  |
|                                                                |                                                             |                                                                         |                                                |  |  |       |  |  | 8. Carlo di Prussia |  |  | 16. Federico Guglielmo III di Prussia |  |
|                                                                |                                                             |                                                                         |                                                |  |  |       |  |  | 8. Carlo di Prussia |  |  | 16. Federico Guglielmo III di Prussia |  |
|                                                                |                                                             | 17. Luisa di Meclemburgo-Strelitz                                       |                                                |  |  |       |  |  | 8. Carlo di Prussia |  |  |                                       |  |
| 4. Federico Carlo di Prussia                                   |                                                             |                                                                         |                                                |  |  |       |  |  | 8. Carlo di Prussia |  |  |                                       |  |
|                                                                |                                                             | 9. Maria di Sassonia-Weimar-Eisenach                                    | 18. Carlo Federico di Sassonia-Weimar-Eisenach |  |  |       |  |  |                     |  |  |                                       |  |
|                                                                |                                                             | 9. Maria di Sassonia-Weimar-Eisenach                                    | 18. Carlo Federico di Sassonia-Weimar-Eisenach |  |  |       |  |  |                     |  |  |                                       |  |
|                                                                |                                                             | 9. Maria di Sassonia-Weimar-Eisenach                                    | 19. Marija Pavlovna Romanova                   |  |  |       |  |  |                     |  |  |                                       |  |
| 2. Federico Leopoldo di Prussia                                |                                                             | 9. Maria di Sassonia-Weimar-Eisenach                                    |                                                |  |  |       |  |  |                     |  |  |                                       |  |
|                                                                |                                                             | 10. Leopoldo IV di Anhalt-Dessau                                        | 20. Federico di Anhalt-Dessau                  |  |  |       |  |  |                     |  |  |                                       |  |
|                                                                |                                                             | 10. Leopoldo IV di Anhalt-Dessau                                        | 20. Federico di Anhalt-Dessau                  |  |  |       |  |  |                     |  |  |                                       |  |
|                                                                |                                                             | 10. Leopoldo IV di Anhalt-Dessau                                        | 21. Amalia d'Assia-Homburg                     |  |  |       |  |  |                     |  |  |                                       |  |
| 5. Maria Anna di Anhalt                                        |                                                             | 10. Leopoldo IV di Anhalt-Dessau                                        |                                                |  |  |       |  |  |                     |  |  |                                       |  |
|                                                                |                                                             | 11. Federica di Prussia                                                 | 22. Luigi di Prussia                           |  |  |       |  |  |                     |  |  |                                       |  |
|                                                                |                                                             | 11. Federica di Prussia                                                 | 22. Luigi di Prussia                           |  |  |       |  |  |                     |  |  |                                       |  |
|                                                                |                                                             | 11. Federica di Prussia                                                 | 23. Federica di Meclemburgo-Strelitz           |  |  |       |  |  |                     |  |  |                                       |  |
| 1. Federico Sigismondo di Prussia                              |                                                             | 11. Federica di Prussia                                                 |                                                |  |  |       |  |  |                     |  |  |                                       |  |
|                                                                | 12. Cristiano di Schleswig-Holstein-Sonderburg-Augustenburg | 24. Federico Cristiano II di Schleswig-Holstein-Sonderburg-Augustenburg |                                                |  |  |       |  |  |                     |  |  |                                       |  |
|                                                                | 12. Cristiano di Schleswig-Holstein-Sonderburg-Augustenburg | 24. Federico Cristiano II di Schleswig-Holstein-Sonderburg-Augustenburg |                                                |  |  |       |  |  |                     |  |  |                                       |  |
|                                                                | 12. Cristiano di Schleswig-Holstein-Sonderburg-Augustenburg | 25. Luisa Augusta di Danimarca                                          |                                                |  |  |       |  |  |                     |  |  |                                       |  |
| 6. Federico VIII di Schleswig-Holstein-Sonderburg-Augustenburg | 12. Cristiano di Schleswig-Holstein-Sonderburg-Augustenburg |                                                                         |                                                |  |  |       |  |  |                     |  |  |                                       |  |
|                                                                |                                                             | 13. Luisa Sofia di Danneskiold-Samsøe                                   | 26. Christian Conrad di Danneskiold-Samsøe     |  |  |       |  |  |                     |  |  |                                       |  |
|                                                                |                                                             | 13. Luisa Sofia di Danneskiold-Samsøe                                   | 26. Christian Conrad di Danneskiold-Samsøe     |  |  |       |  |  |                     |  |  |                                       |  |
|                                                                |                                                             | 13. Luisa Sofia di Danneskiold-Samsøe                                   | 27. Johanne Henriette Valentine                |  |  |       |  |  |                     |  |  |                                       |  |
| 3. Luisa Sofia di Schleswig-Holstein-Sonderburg-Augustenburg   |                                                             | 13. Luisa Sofia di Danneskiold-Samsøe                                   |                                                |  |  |       |  |  |                     |  |  |                                       |  |
|                                                                |                                                             | 14. Ernesto I di Hohenlohe-Langenburg                                   | 28. Carlo Ludovico I di Hohenlohe-Langenburg   |  |  |       |  |  |                     |  |  |                                       |  |
|                                                                |                                                             | 14. Ernesto I di Hohenlohe-Langenburg                                   | 28. Carlo Ludovico I di Hohenlohe-Langenburg   |  |  |       |  |  |                     |  |  |                                       |  |
|                                                                |                                                             | 14. Ernesto I di Hohenlohe-Langenburg                                   | 29. Amalia Enrichetta di Solms-Baruth          |  |  |       |  |  |                     |  |  |                                       |  |
| 7. Adelaide di Hohenlohe-Langenburg                            |                                                             | 14. Ernesto I di Hohenlohe-Langenburg                                   |                                                |  |  |       |  |  |                     |  |  |                                       |  |
|                                                                |                                                             | 15. Feodora di Leiningen                                                | 30. Emilio Carlo di Leiningen                  |  |  |       |  |  |                     |  |  |                                       |  |
|                                                                |                                                             | 15. Feodora di Leiningen                                                | 30. Emilio Carlo di Leiningen                  |  |  |       |  |  |                     |  |  |                                       |  |
|                                                                |                                                             | 15. Feodora di Leiningen                                                | 31. Vittoria di Sassonia-Coburgo-Saalfeld      |  |  |       |  |  |                     |  |  |                                       |  |
|                                                                |                                                             | 15. Feodora di Leiningen                                                |                                                |  |  |       |  |  |                     |  |  |                                       |  |